# Gökhan Alkan
Gökhan Alkan (Istanbul, 8 dicembre 1987) è un attore turco.
È un artista poliedrico che passa con naturalezza dal dramma alla commedia. Studia canto e si diletta a scrivere testi teatrali, poesie e canzoni, doti che ha sviluppato frequentando l"MSM Actor Studio" di Istanbul dove si è formato in recitazione . Ha iniziato la sua carriera di attore nel 2011 interpretando il personaggio di Shah Tahmasb nella serie televisiva Muhteşem Yüzyıl. È noto per aver vinto il premio speciale al 5th APAN Star Awards per la sua interpretazione di Yiğit Balcı in Seviyor Sevmiyor, Nel 2017 vince il premio Pantene Golden Butterfly Awards nella categoria "miglior coppia televisiva" insieme alla collega Öykü Karayel.

## Biografia
Gökhan Alkan è nato l'8 dicembre 1987 a Istanbul da una famiglia della media borghesia, suo padre è un dipendente e sua madre è una casalinga. Fin da piccolo sognava di diventare famoso e di calcare le scene.
Durante gli anni del liceo prende parte a vari spettacoli scolastici. Spinto dalla famiglia si laurea presso il dipartimento di "Insegnamento delle tecnologie automobilistiche" della Kocaeli University e in "Commercio estero e marketing" all'Università di Anadolu ma non dimentica il suo sogno di calcare le scene e diventare famoso. Mentre studia all'Università di Kocaeli, frequenta il club teatrale. Il suo insegnante di recitazione lo introduce alla commedia e lì trova il suo tempismo comico. Per quattro anni studia improvvisazione, lavora attivamente in gruppi teatrali e si esibisce cantando dal vivo in vari luoghi della Turchia.
Ottenuta la laurea si iscrive al MSM Actor Studio presso il Centro Artistico Mujdat Gezen dove studia recitazione e canto. Dopo un anno, quando il teatro Müjdat Gezen apre le selezioni per l’assunzione di nuovi attori, passa l’esame e per due stagioni partecipa come professionista alle rappresentazioni teatrali di: Gözlerimi Kaparım Vazifemi Yaparım - Chiudo gli occhi, faccio il mio dovere di Haldun Taner, Mustafam Kemalim - Il mio Mustafà Kemal di Tuncer Cücenoğlu e Oscar - Oscar, un fidanzato per due figlie di Claude Magnier (2010-2011). Subito dopo con un gruppo di amici fonda il suo teatro.
Lavora come ingegnere e insegnante per un breve periodo di tempo. Successivamente, cambia i suoi percorsi per perseguire la sua carriera di attore.
Nel 2011 viene chiamato ad impersonare lo Scià Tahmasp nella serie televisiva Il Secolo Magnifico, come attore non protagonista (terza e quarta stagione) attirando molta attenzione sulla sua interpretazione e personalità. La serie viene vista da oltre 200 milioni di telespettatori in 43 Paesi. In Italia è stata trasmessa in lingua originale con sottotitoli in italiano da Babel TV durante il periodo in cui faceva parte di Sky Italia.
In seguito al successo avuto è stato scelto per diversi ruoli principali.
Tra il 2012 e il 2013 va in scena al teatro İstanbul Kumpanyası con l’opera İstanbul ve Aşk - Istanbul e l'amore di Tarık Şerbetçioğlu.
Nel 2013 partecipa alla serie televisiva Her Şey Yolunda Merkez - Va tutto bene, una telenovela comico-poliziesca di 23 episodi trasmessa in Turchia su Show TV; racconta la storia dello studente di scuola di polizia Cem Karabey e dei suoi compagni di studi e di avventure.
Dal 2013 al 2014 lavora alla commedia tv romantica di 9 episodi Gurbette Aşk Bir Yastıkta - Amore all’estero, storia di una famiglia turca emigrata in Germania. Osman Türkoğlu è un giovane studente di ingegneria meccanica innamorato di Nina (Müge Boz) che studia lingue e Storia presso la stessa università. I due ragazzi vorrebbero sposarsi dopo la laurea, ma vengono ostacolati dal padre di Osman.
Nel 2014 partecipa come attore protagonista in Kocamın Ailesi - La famiglia di mio marito,con il ruolo di Tarik Uygun, un giovane medico cresciuto in Germania che è stato adottato da bambino. La serie è andata in onda sulla rete Fox per due stagioni con 57 episodi e si è conclusa nel 2015.
Nel 2016 con la commedia drammatica sentimentale Seviyor Sevmiyor - M’ama non M’ama, basata sulla serie sud-coreana She Was Pretty, si presenta al pubblico televisivo nei panni di Yiğit Balcı, un editore affascinante e di successo che torna in Turchia per ritrovare la sua amica d'infanzia Deniz Aslan (Zeynep Çamcı) della quale era innamorato. In questa commedia Gökhan Alkan mette a frutto le sue doti canore e si prepara con una insegnante per esibirsi come cantante in alcuni episodi. Nel 7° lo vediamo eseguire la canzone romantica Uyu aşkım koynumda (dormi amore mio nel mio seno); nell'11° accenna il grande successo Ellerim Bomboş del cantante Fatih Erkoç; infine nella 12ª puntata canta la struggente Sebepsiz Fırtına. Per l’interpretazione di Yiğit Balcı gli viene assegnato il premio speciale al 5° APAN Star Awards in Corea del Sud il 2 ottobre 2016. Durante la cerimonia all’attore viene presa l'impronta della mano. Oggi la possiamo vedere nella stella in bronzo collocata sulla piazza Star Park della Digital Media City di Seoul.
Nello stesso anno interpreta il ruolo da protagonista in due film: Fatih Kömürcü in Makas - Forbici diretto dal regista Nihat Özcan e Ferhat in Defne'nin Bir Mevsimi - A Season of Daphne del regista Mehmet Öztürk. Il film Season of Daphne, è stato presentato al "Cannes Film Festival Film Market", a maggio 2016 e ha vinto il premio per il miglior film al 9° Montréal Turkish Film Festival il 21 maggio 2017.L’anno dopo appare nel ruolo di Hasan in un episodio di Organik Aşk Hikâyeleri - Storie d’amore organiche (2017), un lavoro corale composto da 8 cortometraggi. Il film ha vinto il premio al Madrid International Film Festival 2017 per il “miglior cast non protagonista” e per “miglior film in lingua straniera” e “miglior cast d'ensemble” al Toronto Real HeART International Film Festival 2017..
Nel 2017 tocca al bello e talentuoso neurochirurgo Alì Asaf Denizoğlu, essere impersonato da Gökhan Alkan che insieme all’attrice Öykü Karayel dà vita al medical drama in 28 episodi Kalp Atışı - Heartbeat (battito cardiaco) basato sulla serie televisiva sudcoreana del 2016 Doctors. I due attori vengono premiati al 44° Golden Butterfly Awards come “miglior coppia televisiva" per l’anno 2017. Nel 2018 Gökhan Alkan viene candidato come miglior attore televisivo con Kalp Atışı per il premio “Turkey Youth Awards”.
Nello stesso anno lavora come grafico pubblicitario per la Medina Turgul DDB, la Eston Construction e Eston City Grove.
Il 2019 è l’anno di Karan Serezli in Zengin ve Yoksul - Ricchi e poveri, una miniserie in 8 puntate andata in onda tra aprile e maggio sul canale Atv. Racconta la storia di due famiglie, una ricca e una povera, imparentate tra loro che vivono nello stesso quartiere di Istanbul. Karan è un ragazzo che, dopo il suicidio del padre intende vendicarsi sulla ricca famiglia e per questo chiede aiuto alla cugina povera.
L'anno successivo entra a far parte della prestigiosa squadra di Yasak Elma - Mela Proibita, arrivata alla sua quarta stagione, col personaggio di Kerim İncesu (dal 72º episodio all’85°). Kerim è un giovane uomo d'affari bello e di successo proveniente dall'estero. Sul suo cammino incontrerà casualmente Yıldız (Eda Ece) e finirà per innamorarsene.
Nel 2022 con Ferit Sancakzade in Kalp Yarası - Ferita al cuore (Heart wound), si cimenta in un ruolo drammatico fuori dalla sua comfort zone impersonando un giovane avvocato figlio di una ricca famiglia di Antakya che a pochi giorni dal matrimonio scopre il tradimento della fidanzata col suo amico d'infanzia. Per vendicarsi si presenta il giorno delle nozze con Ayshe, (Yağmur Tanrısevsin) una sconosciuta incontrata casualmente ad Istanbul, che sposa e della quale in seguito si innamorerà perdutamente. In questo lavoro ha voluto interpretare un personaggio diverso dai precedenti, un uomo profondamente ferito, i cui sentimenti e pensieri non aveva mai affrontato prima. Nel 2021 è candidato con Yagmur Tanrisevsin per il premio Ayakli Gazete TV Stars Awards e nel 2022 per il premio Pantene Golden Butterfly Awards come miglior coppia di serie TV.
Dopo una pausa di un anno lo vediamo recitare in Kraliçe - Regina (2023), la serie tv di KanalD andata in onda col suo primo episodio il 22 marzo 2023, dove interpreta Ateş Akça. Qui sperimenta il ruolo di antieroe, un personaggio "grigio" dalle varie sfaccettature, un'altra novità per lui. In un’intervista alla CNN ha dichiarato: “Per il personaggio di Ateş sono come una terra che non è mai stata coltivata prima. È un piacere incredibile aggiungere qualcosa a se stessi e cerco di aggiungere qualcosa di me stesso in ogni progetto”. Kraliçe, basata sulla serie Queen Sugar creata da Ava DuVernay e prodotta da Oprah Winfrey, racconta la vita di uno dei giocatori di basket più famosi del paese e di sua moglie Deniz (Burcu Özberk). Quando il nome di Ates viene coinvolto in un grosso scandalo le loro vite vengono sconvolte. Per questo ruolo Gökhan Alkan ha preso lezioni private di basket con il famoso allenatore Ömer Uğurata. La serie è stata presentata al MIPTV - The Spring International Television Market di Cannes 2023 col titolo di Starting Over.
Nel corso della sua carriera Gökhan Alkan ha posato per varie riviste di moda: Cosmopolitan Man Magazine Turkey (copertina November 2016); servizio fotografico e intervista per BeStyle magazine - beMAN (Dicembre 2016); ALL Magazine (settembre 2017); BeStyle magazine n.10 - beMAN (copertina Febbraio 2018) con intervista durante il servizio fotografico; BeStyle magazine n.12 - beMAN aprile 2018, numero speciale anniversario; Womens Style (Dicembre 2020, prima copertina maschile della rivista), con all'interno l’intervista; RETOUCH magazine (8 FEBBRAIO 2021 intervista e servizio fotografico); ESQUIRE autunno 2021 (in copertina); GQ HYPE n. 17 (23 febbraio 2022 intervista e servizio fotografico).
A dicembre del 2022 è apparso insieme ad altri personaggi dello spettacolo turco nel cortometraggio pubblicitario girato in Egitto, tra Sharm El Sheikh e il deserto del Sinai, e prodotto dall'agenzia di comunicazione Join PR di Istanbul per la Pegasus Airlines di Istanbul e Rixos Premium Seagate Hotel di Sharm El Sheikh.

## Vita privata
Tiene molto alla sua privacy, infatti non si conosce molto della sua vita privata se non che proviene da una famiglia di immigrati, padre impiegato e madre casalinga. Gökhan Alkan, è un uomo metodico, va a letto presto, si sveglia presto, non fa vita notturna, cura la propria alimentazione. Non ha un account Twitter (o se lo aveva lo ha chiuso), raramente pubblica messaggi su Facebook. Nonostante questo è molto seguito su Instagram con più di 3 milioni di follower.
Dopo la recitazione, la sua più grande passione è la musica. Non suona strumenti ma ama cantare,[62]quindi prende lezioni per migliorarsi e scrive canzoni. Per il personaggio di Yigit Balci ha preso lezioni di solfeggio col soprano Çağnur Gürsan. Da ragazzo si è esibito sul palco in spettacoli di musica dal vivo.
Nel 2020 è stato inserito tra i 20 uomini più belli del mondo.Nello stesso anno il canale TC Candler lo ha inserito ufficialmente tra i candidati per i “100 Most Handsome Faces 2020” Lo stesso evento si è ripetuto nel 2022.
Dal 2020 al 2022 è stato fidanzato con l'attrice Nesrin Cavadzade conosciuta sul set di Yasak Elma.

## Impegno sociale

### Beneficenza
Il 15 febbraio 2023 ha partecipato alla campagna di aiuti "Türkiye One Heart" (Un cuore per la Turchia) a favore dei cittadini colpiti dal terremoto del 6 febbraio 2023 in Turchia. La raccolta fondi è stata trasmessa in diretta congiunta su 213 canali televisivi nazionali e internazionali e 562 radio, principalmente TRT1, ATV, FOX, Kanal D, Kanal 7, Show TV, Star TV e TV8.

## Filmografia

### Cinema
- Makas, regia di Yunus Nihat Özcan (2016)
- Defne’nin Bir Mevsimi, regia di Mehmet Öztürk (2016)
- Organik Aşk Hikâyeleri, regia di Alpgiray Uğurlu (2017)

### Televisione
- Il secolo magnifico (Muhteşem Yüzyıl) – serie TV, (2011)
- Her Şey Yolunda Merkez – serie TV, 23 episodi (SHOW TV, 2013)
- Gurbette Aşk Bir Yastıkta – serie TV, 9 episodi (TRT, 2013)
- Kocamın Ailesi – serie TV, 57 episodi (Fox TV, 2014)
- Seviyor Sevmiyor – serie TV, 28 episodi (ATV, 2016)
- Kalp Atışı – serie TV, 28 episodi (SHOW TV, 2017)
- Zengin ve Yoksul – serie TV, 8 episodi (ATV, 2019)
- Forbidden Fruit (Yasak Elma) – serie TV, 14 episodi (Fox TV, 2020)
- Kalp Yarası – serie TV, 32 episodi (ATV, 2022)
- Kraliçe – serie TV, 11 episodi (Kanal D, 2023)

### Teatro
- Gözlerimi Kaparım Vazifemi Yaparım di Haldun Taner - Müjdat Gezen Theatre (2010-2011)
- Mustafam Kemalim di Müjdat Gezen - Müjdat Gezen Theatre (2010-2011)
- Oscar di Claude Magnier - Müjdat Gezen Theatre (2010-2011)
- İstanbul ve Aşk di Tarık Şerbetçioğlu - İstanbul Kumpanyası (2012-2013)

## Campagne pubblicitarie

### Moda
- Cosmopolitan Man Magazine Turkey - November 2016
- BeStyle magazine - beMAN - Dicembre 2016
- ALL Magazine - Settembre 2017
- BeStyle magazine n.10 - beMAN - Febbraio 2018
- BeStyle magazine n.12 - beMAN - Aprile 2018 - n. speciale anniversario
- Womens Style - Dicembre 2020
- RETOUCH magazine - Febbraio 2021
- ESQUIRE - Autunno 2021
- GQ HYPE n. 17 - Febbraio 2022

### Pubblicità
- Eston Construction - grafico pubblicitario (2018)
- Eston City Grove - grafico pubblicitario (2018)
- Medina Turgul DDB - grafico pubblicitario (2018)
- Pegasus Airlines Istanbul (2022) - testimonial
- Rixos Premium Seagate Sharm El Sheik (2022) - testimonial

## Riconoscimenti
- APAN Star Awards
  - 2016 – Premio speciale come miglior coppia TV per Seviyor Sevmiyor, condiviso con Zeynep Çamcı

- Pantene Golden Butterfly Awards
  - 2017 – Premio come migliore coppia TV in Kalp Atışı, condiviso con Öykü Karayel
  - 2022 – Candidato al premio come miglior coppia TV in Kalp Yarasi, condiviso con Yagmur Tanrisevsin

- ReelHeART International Film Festival
  - 2017 – Premio come miglior cast d'insieme per Organik Ask Hikayeleri

- Madrid International Film Festival
  - 2017 – Premio come miglior cast non protagonista per Organik Ask Hikayeleri

- Turkey Youth Awards
  - 2018 – Candidato al premio come miglior attore televisivo per Kalp Atışı

- Ayakli Gazete TV Stars Awards
  - 2021 – Candidato al premio come miglior coppia di serie TV per Kalp Yarasi, condiviso con Yagmur Tanrisevsin